# Krüüdneri
Krüüdneri este o arie protejată (arie specială de conservare — SAC, sit de importanță comunitară — SCI) din Estonia întinsă pe o suprafață de 2,7 ha, integral pe uscat.

## Localizare
Centrul sitului Krüüdneri este situat la coordonatele 58°07′18″N 26°41′47″E / 58.1217°N 26.6964°E.

## Înființare
Situl Krüüdneri a fost declarat sit de importanță comunitară în mai 2009 pentru a proteja 1 specie de plante. Situl a fost protejat și ca arie specială de conservare în aprilie 2009.

## Biodiversitate
Situată în ecoregiunea boreală, aria protejată nu include niciun habitat protejat.
La baza desemnării sitului se află o specie protejată de  plante: o specie rară de mușchi (Drepanocladus vernicosus).
Pe lângă speciile protejate, pe teritoriul sitului au mai fost identificate 1 specie de plante.